# Eline van der Velden
Eline van der Velden (Curaçao, 12 mei 1986) is een Nederlandse actrice.
Van der Velden volgde de opleiding Drama & Musical Theatre aan de Tring Park School for the Performing Arts in Engeland. Daarna studeerde ze aan de Imperial College London waar ze haar masterdiploma in de natuurkunde behaalde. Na haar afstuderen in 2008 speelde ze onder meer in de korte film Bingo (goed voor een Tuschinski Award), Geen Zin (winnaar 48 Hour Film Project) en als Prinses Charlotte (Charlotte Augusta van Wales) in de Nederlandse dramaserie De Troon.
Oktober 2011 was ze te zien als de Amerikaanse Jennifer in de VARA-serie Overspel.
In Warschau filmde ze samen met Sylvia Hoeks en Mike van Diem de speciale IDFA trailer "X-Ray Eyes".
In 2012 speelt Eline de rol van Alicia de Bielefeld, de bastaarddochter van Prins Bernhard in de mini-serie Beatrix, Oranje Onder Vuur van de VPRO.